# Биргер Халворсен
Биргер Халворсен (норв. Birger Halvorsen; 19. фебруар 1905 — 7. септембар 1976) био је норвешки атлетичар специјалиста за скок увис.
Током каријере 5 пута овајао је медаље на норвешким првенствима у скоку увис: четири пута је освојио злато (1931, 1932, 1933, 1934) и једном сребро (1935). Његов највећи успех била је сребрна медаља на 1. Европском првенству 1934. у Торину.
Четвороструки је рекордер Норвешке. Лични рекорд ос 1,97 постигао је 7. септембра 1934. на Европском првенству.